# O magnum mysterium

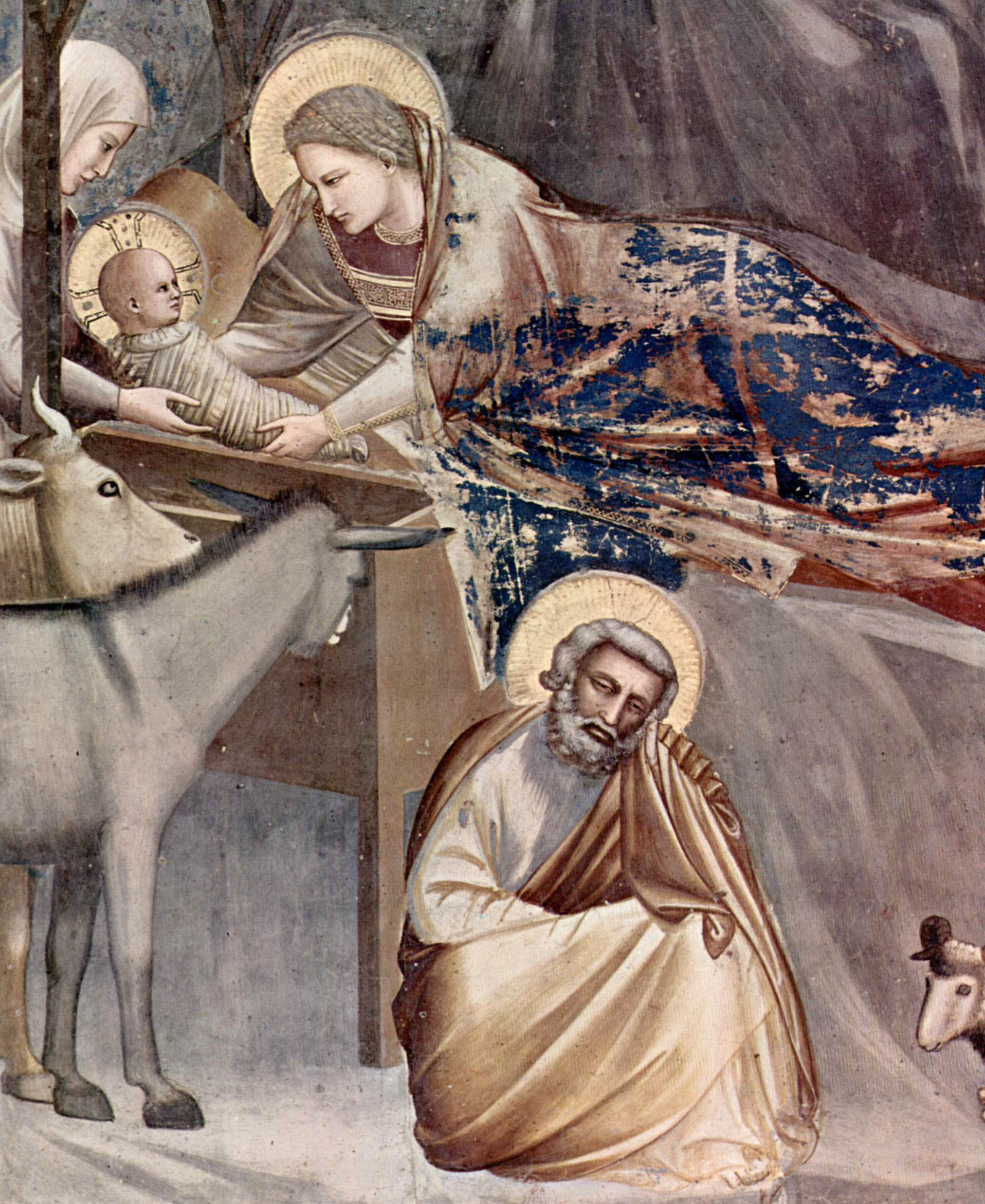
La natività secondo Giotto.

O magnum mysterium è un testo in latino che narra il mistero della nascita di Cristo. È stato usato in composizioni corali da vari autori, tra cui Victoria, Gabrieli, Palestrina, Byrd, Perti, Poulenc, o i contemporanei Peter Maxwell Davies, Lorenzo Donati, Morten Lauridsen, Vytautas Miskinis, Marco Frisina, Javier Busto, Manolo Da Rold, Mariano Garau. 

## Il testo
Il testo latino è il seguente:
O magnum mysterium et admirabile sacramentum
ut animalia viderent Dominum natum
iacentem in praesepio.
Beata virgo cuius viscera
meruerunt portare Dominum Christum.
Alleluia.
Una traduzione letterale:
O grande mistero e mirabile sacramento, 
che gli animali vedessero il Signore appena nato
giacente nella mangiatoia.
Beata la Vergine il cui ventre 
meritò di portare il Signore (Gesù) Cristo. 
Alleluia.